# أماندا ويلتمان
أماندا ويلتمان (بالإنجليزية: Amanda Weltman) هي عالمة فيزياء نظرية من جنوب إفريقيا، ولدت في عام 1979. تشتهر ويلتمان باشتراكها في تأليف ورقة علمية تقترح «نظرية الحرباء» لشرح وجود الطاقة المظلمة. إنها تعمل حاليًا باحثة في جامعة كيب تاون.

## التعليم والأبحاث المبكرة
بدأت أماندا ويلتمان تعلم الفيزياء عندما كنت طالبة جامعية في جامعة كيب تاون. وكرست اهتمامها بالفيزياء لتكون عالمة فيزياء، وقالت: «إن فهم الطريقة التي يعمل بها الكون هي ربما الوظيفة الأروع لأي شخص.»
في عام 2009، استكملت ويلتمان دراستها للدكتوراة في الفيزياء النظرية في جامعة كولومبيا في نيويورك. أشرف على دراستها عالم الفيزياء النظرية بريان غرين. أجرت ويلتمان دراسات ما بعد الدكتوراة في جامعة كامبردج قبل العودة إلى جنوب إفريقيا. كانت أعمال ما بعد الدكتوراة التي قامت بها بالتعاون مع عالم الفيزياء الكبير ستيفن هوكينج. إنها تعمل حاليًا في فريق بحثي كبير في جامعة كيب تاون.

## الحياة الشخصية
ولدت ويلتمان في عام 1979 في كيب كود في ماساتشوستس، وسافرت إلى جنوب إفريقيا مع أبويها بعد ذلك عندما كان عمرها شهرين. قضت ويلتمان طفولتها في جوهانسبرغ وكيب تاون. وكانت لاعبة جيم تنافسية عندما كانت طفلة.
عاشت ويلتمان مع زوجها جيف موروغان، الذي كان عالمًا وباحثًا في نظرية الأوتار في نفس الجامعة. قابلت ويلتمان زوجها في عام 1999، وكان معه طفلان. تقول ويلتمان أنها سعيدة لكونها نشأت في منزل لا يقيم وصمات أو تنميط حول الجندر؛ إذ أن العوائق التي تواجها العالمات النساء كانت مؤذية خاصة عندما تحدث في شكل تنميط جندري في فترة الطفولة. أخذت وزوجها وقتًا مخصصًا لتربية أولادهما، والسفر إلى المؤتمرات كعائلة.

## الحياة المهنية والبحثية
ذاعت شهرة ويلتمان عندما شاركت في ورقة علمية في عام 2004 بعنوان «الكون الحربائي» مع جاستين خوري، الذي اقترح نظرية لشرح الطاقة المظلمة. كان عمرها في ذلك الحين 24 عامًا وطالبة متخرجة في جامعة كولومبيا. اقتُرح أن الطاقة المظلمة صالحة لتفسير تسارع تمدد الكون. اقترح خوري وويلتمان وجود قوة جديدة تقود هذا التمدد، والتي تتغير اعتمادًا على البيئة الموجودة فيها. إذ تكون ضعيفة عندما تتكدس الجزيئات معًا في منطقة واحدة، وقوية عندما تتباعد الجزيئات. وبالتالي، تقترح النظرية أنه في المناطق حيث تتكثف الجزيئات نسبيًّا، يكون من الصعب تحديد القوى الحربائية، ولكن في المناطق الفارغة في الفضاء، تعمل لدفع الأجسام بعيدًا ولتمدد الكون. لم يتح اختبار النظرية لمدة عشر سنوات بعد اقتراحها، ولكن في عام 2014 طورت التجارب في جامعة نوتنغهام وسيلة لديها إمكانية اختبار النظرية. وصفت النظرية التي طورها خوري ويلتمان بأنها نظرية تقود إلى «مجال فرعي جديد تمامًا في علم الكون والفيزياء التجريبية». وصِف عملها كاستكمال لأعمال ألبرت أينشتاين.

## الجوائز والامتيازات
- الجائزة الوطنية في العلوم للنساء لأفضل باحثة شابة في العلوم الطبيعية والهندسة،[6] في 2009[4]
- ميدالية ميرنغ نودي من الجمعية الملكية لجنوب إفريقيا،[6] في عام 2011[4]
- ميدالية سيلفر جوبيلي من معهد الفيزياء بجنوب إفريقيا[6]
- جائزة الباحثة الصغيرة من كلية العلوم بجامعة كيب تاون، في عام 2010[4]
- جائزة كلية الباحثين المرافقين الصغار، في عام 2010[4]